# Chiesa di San Michele (Laterina Pergine Valdarno)
La chiesa di San Michele è un edificio sacro situato a Pergine Valdarno, nel comune di Laterina Pergine Valdarno, in provincia di Arezzo.

## Descrizione
L'attuale chiesa parrocchiale di Pergine, nonostante l'aspetto, ha un'origine antica, essendo già documentata nel 1056, più tardi come possesso della Badia di Agnano ed ancora nelle Decime del Trecento. L'aspetto attuale però è frutto del radicale rimaneggiamento effettuato nel XIX e XX secolo. 
La facciata si presenta sfalsata, con un occhio al centro, due statue devozionali ai lati e semplicemente intonacata. Sempre all'esterno, addossata a sinistra dell'abside si innalza la torre campanaria a quattro luci con guglia terminale in cotto. L'interno si presenta a navata unica con abside, con volta a botte e decorazioni ad affresco ottocentesche. Nella cappella di sinistra, è conservata una tela seicentesca di ignoto raffigurante la Madonna in gloria tra San Michele Arcangelo e San Giuseppe; l'altare maggiore è costituito dal riutilizzo, come basamento, di un pulpito ligneo del XVI secolo.